# Európai Filmdíjak 1994
A 7. Európai Filmdíj-átadó ünnepséget (7th European Film Awards) 1994. november 27-én tartották meg a Berlin Charlottenburg-Wilmersdorf kerületében található Bar jeder Vernunft revübárban. A gálán az előző évben hivatalosan bemutatott, az Európai Filmakadémia 99 tagja szerint legjobb filmeket, illetve alkotóikat részesítették elismerésben.
Költségvetési megszorítások miatt 1994-ben az Európai Filmakadémia nem tartott puccos, vörös szőnyeges gálaestet, hanem vasárnap délelőtt a revübárban és a mellette felállított sátorban rendezte meg szerény körülmények között a díjátadót. Ugyanezen okból erőteljesen lecsökkentette a díjak számát is, mindössze három műfaji és egy életmű Felix szobrocskát osztott ki, melyet kiegészített a kritikusok díja.
A legjobb európai filmért, illetve a legjobb újoncfilmjéért folyó verseny előzetes válogatásba 9-9 nagyjátékfilm került be, köztük az elsőfilmes Szász Jánosnak a Magyar Filmszemlén négy díjat besöprő filmdrámája, a Woyzeck, amely el is nyerte – megosztva – a legjobb európai újoncfilm díját; a trófeákat Max von Sydow és Dušan Makavejev adta át a rendezőknek.  E filmekből állították össze a három-három jelöltet tartalmazó szűkített listákat, majd választotta ki közülük az akadémia zsűrije a nyerteseket.
Érdekessége volt a díjazásnak, hogy a dokumentumfilm kategóriában nem egy konkrét alkotás kapott értékelést, hanem a Bosznia-Hercegovinában 1992 és 1995 között dúló háború alatt aktív dokumentumfilm produkciós tevékenységet folytató alkotói csoport a SaGA (Sarajevo Group of Authors).

## Válogatás
| Az év legjobb európai filmje 1. Auf Wiedersehen Amerika (Viszontlátásra Amerika) – rendező: Jan Schütte 2. Caro diario (Kedves naplóm) – rendező: Nanni Moretti 3. Four Weddings and a Funeral (Négy esküvő és egy temetés) – rendező: Mike Newell 4. In the Name of the Father (Apám nevében) – rendező: Jim Sheridan 5. Ladybird Ladybird (Katicabogár, katicabogár) – rendező: Ken Loach 6. Lamerica – rendező: Gianni Amelio 7. Smoking/No Smoking (Dohányzó/Nem dohányzó) – rendező: Alain Resnais 8. Trois couleurs: Bleu, Trois couleurs: Blanc, Trois couleurs: Rouge (Három szín: Kék, Három szín: Fehér, Három szín: Piros) – rendező: Krzysztof Kieślowski 9. Utomljonnije szolncem (Утомлённые солнцем) (Csalóka napfény) – rendező: Nyikita Mihalkov | Az év legjobb európai újoncfilmje 1. Ap' to hioni – rendező: Sotiris Goritsas 2. Kos ba kos (Кош ба кош) – rendező: Bahtyijar Hudojnazarov 3. Le fils du requin (Cápafióka) – rendező: Agnès Merlet 4. Maries Lied: Ich war, ich weiß nicht wo – rendező: Niko Brücher 5. Petits arrangements avec les morts (A holtakkal jobb kiegyezni) – rendező: Pascale Ferran 6. Prez dozsdot (Пред дождот) (Eső előtt) – rendező: Milčo Mančevski 7. Senza pelle – rendező: Alessandro D'Alatri 8. Três Irmãos (Két fivér, egy nővér) – rendező: Teresa Villaverde 9. Woyzeck – rendező: Szász János |

## Díjazottak és jelöltek
| „Díjazott” – szürkéskék háttérrel   |
| „Jelölt” – világos szürke háttérrel |

### Az év legjobb európai filmje
| Magyar címe                                           | Eredeti címe                                                       | Rendező              | Ország                                |
| ----------------------------------------------------- | ------------------------------------------------------------------ | -------------------- | ------------------------------------- |
| Lamerica                                              | Lamerica                                                           | Gianni Amelio        | Olaszország                           |
| Apám nevében                                          | In the Name of the Father                                          | Jim Sheridan         | Egyesült Királyság                    |
| Három szín: Kék, Három szín: Fehér, Három szín: Piros | Trois couleurs: Bleu, Trois couleurs: Blanc, Trois couleurs: Rouge | Krzysztof Kieślowski | Franciaország · Lengyelország · Svájc |

### Az év legjobb európai újoncfilmje
| Magyar címe | Eredeti címe            | Rendező               | Ország                                                    |
| ----------- | ----------------------- | --------------------- | --------------------------------------------------------- |
| Cápafióka   | Le Fils du requin       | Agnès Merlet          | Franciaország · Belgium · Luxemburg                       |
| Woyzeck     | Woyzeck                 | Szász János           | Magyarország                                              |
| –––         | Kos ba kos (Кош ба кош) | Baktyiar Hudojnazarov | Tádzsikisztán · Oroszország · Németország · Svájc · Japán |

### Az év legjobb európai dokumentumfilmje
| Magyar címe | Eredeti címe | Rendező                          | Ország              |
| ----------- | ------------ | -------------------------------- | ------------------- |
| –––         | –––          | SaGA (Sarajevo Group of Authors) | Bosznia-Hercegovina |

### Az Európai Filmakadémia életműdíja
| Díjazott       | Foglalkozás | Ország        |
| -------------- | ----------- | ------------- |
| Robert Bresson | filmrendező | Franciaország |

### A kritikusok Felix-díja – FIPRESCI-díj
| Magyar címe   | Eredeti címe | Rendező       | Ország                      |
| ------------- | ------------ | ------------- | --------------------------- |
| Kedves naplóm | Caro diario  | Nanni Moretti | Olaszország · Franciaország |